# Ана Поповић (музичарка)
Ана Поповић (Београд, 13. мај 1976) српска је џез и блуз музичарка.

## Биографија
Ана Поповић је почела да слуша блуз поред оца који је у кући имао обимну колекцију ове музике. Почела је да свира гитару и основала први озбиљни бенд са 19 година. Убрзо је свирала ван Југославије а до 1998. њен бенд је наступао око 100 пута годишње и појављивао се редовно на домаћој телевизији.
Године 1999. одлази у Холандију да усаврши свирање на џез гитари. Убрзо се етаблира на холандској блуз сцени, а затим и на немачкој. Године 2003. своју музику доводи до новог нивоа албумом „Comfort to the Soul“, који сем блуза, садржи елементе џеза, рока и соула.
Добила је неколико награда и номинација на познатим светским џез фестивалима.

## Дискографија
- (са бендом „Hush“, PGP-RTS 1998)
- (Ruf Records, 2000)
- (Ruf Records, 2003)
- - албум уживо, постоји и ДВД (Ruf Records, 2005)
- (Eclecto Groove Records, 2007)
- (Eclecto Groove Records, 2009)